# 大槻正
大槻 正（おおつき ただし、1948年6月11日 - ）は、日本の研究者。京都府生まれ。AIBOの開発、事業化の責任者として有名。

## 略歴
1972年に静岡大学工学部電気工学科卒業後、ソニー入社。カラーテレビの選局システムの開発等に従事。
1994年には株式会社ナムコ（現バンダイナムコゲームス）に転職して3次元CGの研究開発した。
1997年ソニーに復帰。復帰後はエンターテインメントロボット開発・事業化の責任者としてエンターテインメントロボットAIBOの開発、商品化に従事。
2003年にスミダコーポレーション、2006年にニコンに移る。ニコンでは映像カンパニーのプロジェクトリーダーとして、ヘッドマウントディスプレイ「MediaPort UP」や、静止画共有サービス「myPictureTown」などを手がけた。
2011年5月にニコンを退職してインタラクティブラボラトリーを設立、代表取締役会長に就任。2012年2月インタラクティブラボラトリーの顧問となる。
2015年には新エネルギー・産業技術総合開発機構（NEDO）・技術戦略研究センターのフェローに就任した。